# Сульфонол
Сульфонол — алкилбензолсульфонат, смесь изомеров натриевых солей алкилбензолсульфокислот, с общей формулой R-C6H4NaO3S, где R — радикал, соответствующий общей формуле СnH2n+1, где n=14—18.

## Физико-химические свойства
Сульфонол — сыпучий гранулированный порошок от жёлтого до светло-коричневого цвета, без запаха или со слабым запахом керосина; содержание натриевых солей алкилбензолсульфокислот — не менее 80 %, сульфата натрия — не более 15 %. Хорошо растворяется в воде, в жёсткой воде выпадает осадок. Водные растворы мутнеют в присутствии NaCl.

## Изомеры
Может существовать до 6 различных изомеров (не считая оптических) додецилбензолсульфоната натрия с общей формулой C12H25C6H4SO3Na.
|  |  |  |

## Коммерческие продукты на основе Сульфонола
- Сульфонол НП-1 — порошок от жёлтого до светло-коричневого цвета, без запаха или со слабым запахом керосина.
- Сульфонол НП-3 — 50 % водная паста, отличается отсутствием неприятного запаха.
- Детергент ДС-РАС — густая коричневая жидкость.

## Применение
Применяются как смачивающие, моющие и эмульгирующие вещества. В текстильной промышленности — в процессах подготовки и переработки волокон, в крашении, в процессах отделки тканей. В качестве компонента бытовой химии — для удаления загрязнений с различных поверхностей (в смеси с активными добавками), основной компонент большинства стиральных порошков для ручной стирки.